# Citharognathus tongmianensis
Citharognathus tongmianensis là một loài nhện thuộc họ Theraphosidae và được phát hiện năm 2002.